# Halbing
Halbing ist ein Gemeindeteil von Ebersberg im oberbayerischen Landkreis Ebersberg. Der Weiler liegt circa drei Kilometer nördlich von Ebersberg.

## Baudenkmäler
Siehe auch: Liste der Baudenkmäler in Halbing
- Votivkapelle St. Leonhard